# Karangbungur
Karangbungur is een bestuurslaag in het regentschap Sumedang van de provincie West-Java, Indonesië. Karangbungur telt 1820 inwoners (volkstelling 2010).